# Hungria nos Jogos Olímpicos de Verão de 1972
A Hungria competiu nos Jogos Olímpicos de Verão de 1972, realizados em Munique, Alemanha.